# Клайд-Ривер
Клайд, Ривер-Клайд (англ. Clyde River, инуктитут Kanngiqtugaapik, инуктитут ᑲᖏᖅᑐᒑᐱᒃ) — инуитская деревня на острове Баффинова Земля в регионе Кикиктани территории Нунавут в Канаде. В 2016 году в поселении проживало 1053 человека.
Клайд-Ривер является традиционным инуитским сообществом. Поселение иногда называют «воротами во фьорды». В деревне находится младшая и старшая школы, несколько магазинов, общественный центр, церковь, спортивный центр, две гостиницы, центр по наследию и аэропорт.

## Географическое положение
Поселение находится на острове Баффинова Земля на берегу залива Партисиа-Бей в рукаве Девисова пролива. Клайд-Ривер окружён горами Баффин, частью Арктических Кордильер. Снабжение города производится по воздуху.

## История
Инуиты поселились на берегу залива Партисиа-Бей в древние времена. Первым английским исследователем территории был Джон Росс, который посетил места в 1818 году и дал деревне её современное английское название Клайд-Ривер. В 1924 году компания Гудзонового пролива построила в деревне торговый пост. В 1960 году была основана государственная школа.

## Население
Согласно переписи населения 2016 года, в Клайд-Ривер проживали 1053 человека (50,5 % — мужчин, 49,5 % — женщин). Средний возраст — 25,6 лет. 35,2 % населения города составляли дети младше 14 лет, 10,9 % — население от 15 до 19 лет, 30,8 % — от 20 до 39 лет, 19,5 % — от 40 до 59 лет, 3,3 % — люди старше 65 лет. Из 685 человек старше 15 лет, 185 состояли в официальном браке, 235 — в гражданском браке, 240 никогда не были женаты. В Клайд-Ривере 250 домашних хозяйств и 270 семей, среднее количество человек в семье — 3,6 человека, в домашнем хозяйстве — 4,2. У 82,5 % населения знали английский язык, для 95,7 % населения язык инуктитут был родным.
Динамика населения:
| 2001 | 2006 | 2011 | 2016 |
| ---- | ---- | ---- | ---- |
| 785  | 820  | 934  | 1053 |